# Batalha de Guningtou
Batalha de Guningtou (em chinês: 古寧頭之役; romaniz.: Gǔníngtóu zhī Yì (pinyin) ou Ku3-ning2-t’ou2 chih1 i4 (Wade-Giles)), também chamada Batalha de Quemói (em chinês: 金門戰役; romaniz.: Jinmen Zhanyi) foi uma batalha travada sobre Quemói durante a Guerra Civil Chinesa de 1949.